# Ernesto Ghiotti
Ernesto Ghiotti (Torino, 1847 – Torino, 1938) è stato un ingegnere e architetto italiano, Ingegnere Capo dei LL.PP. del Comune di Torino (1903), Socio fondatore della Associazione Ingegneri e Architetti ex-allievi del Politecnico di Torino (1908).
Alcuni suoi lavori sono considerati esempi di particolare liberty italiano.

Il suo lavoro sul ponte in muratura Duchessa Isabella è considerato tra i più significativi della Torino di allora.

Progetta, oltre a ponti e dighe, la prima linea tranviaria a Torino, edifici universitari, scuole, l'apertura di varie vie e strade comunali e svariati ampliamenti. Opera particolare è la ricostruzione con sopraelevazione della guglia della Mole Antonelliana (1904) con una Stella al posto del Genio Alato.
Scrive un Trattato di Aritmetica e Geometria applicata alle Arti per Scuole Tecniche Professionali, e studi sulla progettazione dei ponti.

## Opere principali a Torino
- Ponte Regina Margherita (1880-81)[6] e ponte Duchessa Isabella sul fiume Po,
- Ponte sulla Dora in Corso Principe Oddone,
- il palazzo liberty delle Poste e Telegrafi in Via Alfieri[7], quello dei Telefoni in Via Confienza.